# 朴智星
朴 智星（パク・チソン、朝: 박지성、1981年3月30日（新暦） - IPA: [pak̚.t͈ɕi.sʌŋ]）は、韓国・全羅南道高興郡出身の元サッカー選手。元韓国代表。
アジア人選手として初めてUEFAチャンピオンズリーグの決勝戦でプレーした選手であり、初めてUEFAチャンピオンズリーグのタイトルを獲得した選手である。
マンチェスター・ユナイテッドでは主力選手として、4度のプレミアリーグ優勝を経験し、UEFAチャンピオンズリーグとFIFAクラブワールドカップ優勝など13のタイトルを獲得した。UEFAチャンピオンズリーグでは9年連続9回の出場、欧州サッカー連盟主催の国際大会に11回出場した。
韓国代表では100試合に出場し13ゴールをマークし、FIFAワールドカップではアジア人として初となる2002年、2006年、2010年の3大会連続ゴールを決めた。

## 経歴

### プロ入りまで
全羅南道高興郡生まれ、水原市で育つ。小学4年時にサッカーを始めたものの、韓国サッカーでは全くの無名選手で、朴自身も「高校時代はKリーグのドラフトにかかりませんでした」と回想している。水原工業高校では全国優勝した。ドラフトにかからなかった理由として、当時の指導者は体の小ささを挙げている。
1999年1月、明知大学校監督の金煕泰に才能を見い出され、特待生として入学する予定だった明知大のサッカー部の合宿に早期合流し、その時行われた韓国五輪代表との練習試合で目ぼしい活躍を見せたため、以降はU-23韓国代表に選ばれるようになる。2000年4月5日にはAFCアジアカップ予選のラオス戦でA代表デビューも果たした。
大学在学中の2000年6月、朴のその才能を早期にプロで開花させるべきと考えた前出の金煕泰明知大監督は、旧知の間柄である当時の京都パープルサンガ・木村文治総監督に相談した結果、朴の京都への加入が実現し、日本でプロデビューすることとなった。この際、明知大にはサッカー部発展基金という名目で1億ウォンが京都から支払われた。

### 京都パープルサンガ時代
1シーズン目から中盤の控えとして出場機会があったが、京都が2001年にJ2に降格した2シーズン目から、朴のその活躍ぶりは顕著になる。主にボランチのポジションで38試合に出場、3得点を挙げ、メキメキと頭角を現しだし京都のJ1昇格に貢献。
J1昇格後はボランチで起用されていたが、韓国代表ではヒディング監督にウィングに抜擢され日韓ワールドカップでも得点を取るなど大活躍し、またワールドカップ期間中に斉藤大介のボランチ起用の目処が立ったことから、ウィングにコンバートされ松井大輔、黒部光昭と3トップを形成し、年間5位の立役者となる。怪我を押して出場した第82回天皇杯の決勝でも朴は同点ゴールを決め、京都の逆転優勝に貢献した。在籍中は大阪経済法科大学に在学し、日本語を流暢に話せるようになるまで学習した。

### PSVアイントホーフェン時代
2003年、朴は元韓国代表監督であったフース・ヒディンクの推薦を受け、オランダ・エールディヴィジのPSVアイントホーフェンに移籍。
1年目のシーズンには一時期不調に陥った。交際していた年上の女性と別れたことが原因の心理的スランプだとオランダ紙などで報道され、韓国紙でも「別れた原因はオランダと韓国の遠距離恋愛」などと報じられた。朴もこうした報道に嫌気が刺し、ますますふさぎこんだという。
朴は、オランダでの3年間で2度のリーグ制覇を経験している。特に3年目のシーズンは中心選手としてチームを牽引した。UEFAチャンピオンズリーグ 2004-05の準決勝でセリエA・ACミランと対決し、ミランのホーム、サン・シーロで行われた第1試合では、再三にわたりミランのDF陣を切り裂き、賞賛された。PSVのホームに戻った第2試合では、鮮やかな先制ゴールを奪い、ミランに対しリードを奪うが、終了間際にマッシモ・アンブロジーニにゴールを決められ、アウェーゴール数の差により決勝進出はならなかった。この活躍により、朴はUEFAが発表した2005年のポジション別MVPのFW部門でアンドリー・シェフチェンコ、アドリアーノ・レイテ・リベイロ、サミュエル・エトーとロナウジーニョと共にMVP候補に選ばれた。また、同年のリーグ優勝決定試合でも貴重なゴールを決めた。
朴に魅了されたPSVのサポーターは朴についての歌をつくり、この歌はPSVの公式アルバム「PSV Kampioen」に「Song for Park」という名で収録された。

### マンチェスター・ユナイテッド時代

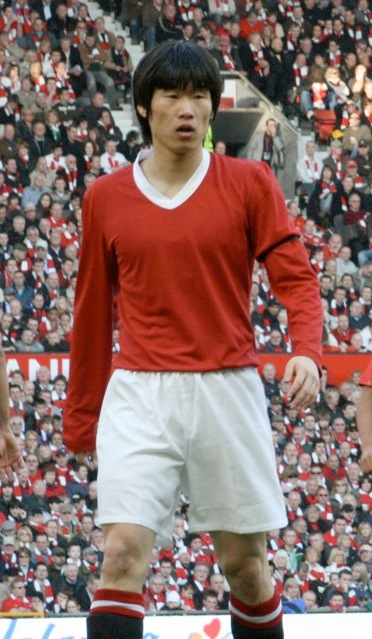
マンチェスター・ダービーでの朴（2008年2月10日）

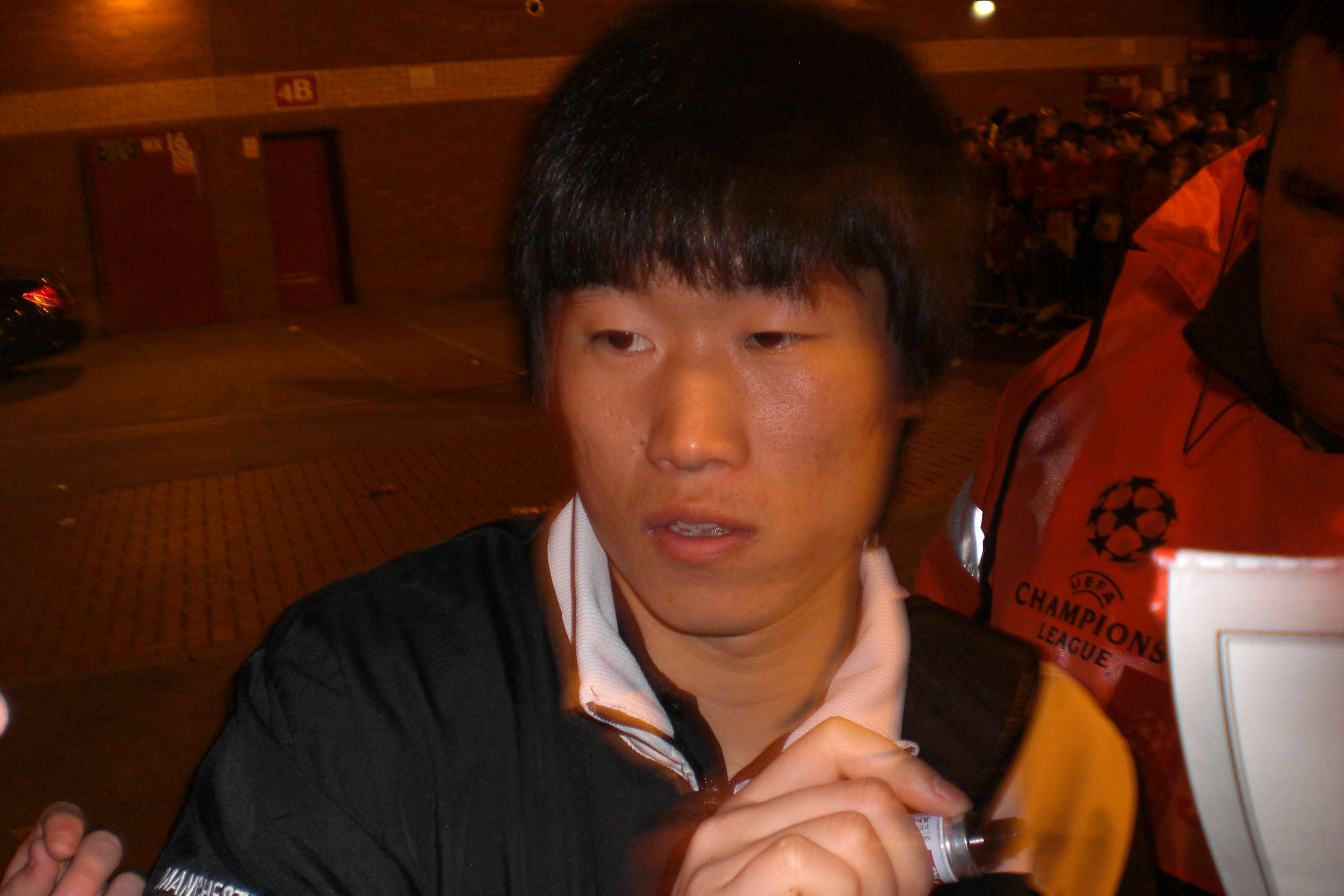
2008年4月、FCバルセロナ戦後の朴

2002年W杯のベスト4と、2005年UEFAチャンピオンズリーグのベスト4（PSV時代）という実績は、イングランド・プレミアリーグの名門マンチェスター・ユナイテッドの監督アレックス・ファーガソンの目に留まり、2005年7月に400万ポンドの金額でマンチェスター・ユナイテッドに移籍。しかし、加入当初の英国メディアの論調は厳しく、それまでプレミアリーグで成功を収めたアジア人選手がいなかったこと、多くのアジア人選手が、アジアのサッカーマーケット開拓の道具として獲得されていることなどから、朴も広告塔としての加入ではないかと懐疑の目が向けられた。朴の実力を評価した専門家も、マンチェスター・ユナイテッドというビッグクラブで出番機会が与えられるのか不安視していた。
すると、周囲の喧騒をよそに2005-06シーズンの開幕戦で初出場・先発を果たし、攻守に献身的なプレースタイルと質の高いフリーランニングで活躍した。最終的にレギュラーとしてプレミアリーグで38試合中33試合に出場し、2得点7アシストを記録。中でもユナイテッドのライバルであるアーセナルFC戦ではゴールを奪う活躍を見せた。
中盤から前のポジションであれば、センターフォワード以外はどこでもこなせる高い順応性、試合が終盤にさしかかっても落ちない運動量が大きく評価されている。しかし、2006-07シーズンは膝の怪我が相次ぎ、リーグ戦では5得点を挙げるも、わずかな出場に終わった。だが、膝の怪我は古傷を再び痛めたもので手術が必要となり、リハビリを含めれば1年、もしくはそれ以上の長期間にわたって出場ができないのではないかと危ぶまれていたが、2007年12月26日に行われたサンダーランド戦で復帰した。2007-08シーズンには難攻不落のスタンフォード・ブリッジでのチェルシーとの対戦でゴールを奪いマン・オブ・ザ・マッチに選出された。
UEFAチャンピオンズリーグ 2007-08では準々決勝のASローマ戦、準決勝のFCバルセロナ戦で4試合連続フル出場を果たし、ASローマとの1stレグではウェイン・ルーニーのゴールをアシストし、バルセロナ戦では走行距離12キロを記録するなど印象的な活躍を見せた。決勝戦には出場できなかったが、大会を通して印象的な活躍をし、チームのUEFAチャンピオンズリーグ優勝に大きく貢献した。またアジア人として初めてUEFAチャンピオンズリーグのタイトルを手にした。
2008-09シーズンにはUEFAチャンピオンズリーグ 2008-09の準決勝アーセナル戦で先制ゴールを奪いチームを決勝へと導き、CL決勝の舞台にアジア人プレイヤーとして初めてピッチに立った。2009-10シーズンはまたもやアーセナル相手にゴールを奪い、エミレーツ・スタジアムでのリーグ戦でユナイテッドに初の勝利をもたらすと、この年のCL決勝トーナメント1回戦ではACミランからゴールを奪いチームをベスト8に導いた。またミランの司令塔アンドレア・ピルロを完璧に封じた。リオ・ファーディナンドはEURO2012のイングランド対イタリア戦におけるピルロの活躍に触れた際、この試合に言及して「朴智星は当時、最高のマンツーマン守備を見せた」とし「ピルロは眠りながらも朴智星を見たはずだ」と述べている。更にこの年にはリヴァプールとの一戦で決勝点となるダイビングヘッドを決めリオ・ファーディナンドから「怪物のようだ」とも評された。
2010-11シーズンはアーセナルとの首位決戦で決勝点を奪い、この試合を機にチームはアーセナルを抜き首位に浮上。UEFAチャンピオンズリーグの準々決勝チェルシーとの2ndレグでも決勝点を奪い、チームを決勝に導いた。同年、本拠地オールド・トラッフォードに前年の王者で2位のチェルシーを迎えた天王山では、チチャリートへの先制アシストなどの攻守にわたる貢献で最大のライバルを下し、2010-11シーズンのプレミアリーグを制覇。これによりリヴァプールの18度の優勝回数を抜いて、マンチェスター・ユナイテッドにイングランドフットボール史上最も成功したクラブという称号をもたらしたメンバーの1人となった。UEFAチャンピオンズリーグ 2010-11でも、アジア人として初となる決勝スタメンフル出場を果たした。
マンチェスター・ユナイテッドのチームメイトやファーガソン監督からは「Ji（ジー）」というニックネームで呼ばれていた。チームメイトの中では特にパトリス・エヴラと仲が良かった。
2011-12シーズン、2012年2月6日のチェルシー戦で公式戦200試合出場の記録を達成した。同月24日に行われたUEFAチャンピオンズリーグのアヤックス戦では、キャプテンとして出場した。そして同シーズンを限りに、7シーズンに及んだマンチェスター・ユナイテッドとの契約が終了した。

### QPR時代
2012年7月9日、朴はイングランド・プレミアリーグに所属するクイーンズ・パーク・レンジャーズFCへ移籍した。QPRは同シーズンで有力選手の補強を積極的に進め、朴は監督のマーク・ヒューズによってチームの主将に指名されたが、朴自身の負傷や不調もあってチームは低迷してヒューズは解任された。後任監督のハリー・レドナップによって主将から外された朴は不振を払拭できず、QPRは翌シーズンから2部相当のフットボールリーグ・チャンピオンシップ降格が決まった。

### PSVアイントホーフェン復帰
2013年8月8日、古巣のPSVアイントホーフェンにレンタル移籍。リーグ戦34試合中23試合に出場（うち21試合で先発）し、2得点の成績を残し、PSVのUEFAヨーロッパリーグ（2014-15シーズン）進出とリーグ戦最終順位4位（2013-14シーズン）に貢献した。2014年5月14日に朴智星サッカーセンターで会見を開き、膝の怪我を理由に現役生活からの引退を発表した。また、交際中のキム・ミンジと結婚することを同時発表した。引退に際し、後悔する事は無いこと、自分が想像していた以上の事を成し遂げられたこと、サポートしてくれた人々に恩返しをしたいと語った。

## 代表経歴
W杯に3度出場し、2002年のポルトガル戦、2006年のフランス戦、2010年のギリシャ戦と、3大会連続ゴールを決めている。2008年10月のUAE戦からはキャプテンを務めた。試合前のバス移動で「必要以上に気負いこむことはない」としてBGMにロックを流しチームをリラックスさせようとするなど、リーダーシップを発揮している。
2004年に行われたアテネ五輪の時、23歳の朴はU-23韓国代表選手として同大会のサッカー競技において通常の出場資格を持っていた。前年に行われた同五輪最終予選でのインタビューで、U-23日本代表について聞かれると、「日本は最も注意しなければならない相手だ」と、日本へのライバル心を公表している。しかし、2004年に行われたアテネ五輪の本大会では、所属クラブのヒディンク監督が五輪出場を最後まで承諾せず、結局五輪出場はならなかった（ヒディンクは五輪前に開催されたA代表のアジア杯への出場は了承しており、五輪は国際AマッチではなくFIFAから選手招集に応じる義務も課されていないので、五輪よりは当然クラブを優先させるべきと考えた）。
2008年8月の北京五輪（同大会のサッカー競技）では韓国五輪代表監督の朴成華が「（27歳の）朴をオーバーエイジ枠の選手として北京五輪代表チームに招集したい」と発言。これに対し朴は大韓サッカー協会会長の鄭夢準と対談した際に「協会とチームが合意さえすれば、気持ち良く出場したい。（アテネ）五輪で成し遂げられなかった夢をかなえたい」と述べた。しかし、一方でポジション争いの激しさを背景にクラブのキャンプへの早期合流の必要性にも言及し、世論はマンチェスター・ユナイテッドで朴の置かれている立場と体力的負担を理由にクラブ早期合流を望む意見が大勢を占めた。朴がヒザの不調により2008年6月のW杯南アフリカ大会の3次予選に欠場した事で、協会は朴の北京五輪参加を断念した。
代表チームメートの李榮杓と共に、2011年1月開催のアジアカップで代表を引退を表明した。2011年アジアカップ準決勝の日本戦では韓国はPK戦で敗れ、ウズベキスタンとの3位決定戦にまわった。疲労を考慮されベンチにすら入らず出場しなかった。これにより代表通算100戦目となった日本戦が彼の代表最後の試合になった。試合後に日本選手らに握手を求め健闘をたたえあうなど紳士的な対応をし、日本でも好感を持って報じられた。日本対オーストラリアの決勝戦直後に行われた受賞セレモニーでは韓国代表はフェアプレー賞を受賞し、韓国代表の受賞者として登場した。

## 現役引退後
2014年6月28日、京都サンガF.C.のクラブ20周年の記念試合に出場し、試合後に引退セレモニーが行われた。7月25日、ソウルワールドカップ競技場でのKリーグオールスター戦では引退試合として出場し、チームKリーグ対チーム朴智星の形式で実施された試合でゴールを決め、Kリーグオールスター戦MVPに選ばれた。
2014年10月2日、マンチェスター・ユナイテッドFCの公式アンバサダーとして就任した(非ヨーロッパ人としては最初である)。
2021年1月19日、全北現代モータースのアドバイザーとして就任　同時にマンチェスター・ユナイテッドFCのアドバイザーを辞任した。
2021年12月　古巣であるQPRに復帰し、16歳未満の選手を指導。

## プレースタイル
リオ・ファーディナンドやパトリス・エヴラから献身を称賛されている。
左右両足を使える柔軟性、抜群のボディバランスと確固たる基礎技術、巧みなポジショニング、飛び出しの技術、スピードある鋭いドリブル突破も持ち合わせている。また、走力を生かした激しいプレスや対人ボール奪取力にも長けていて、スペースを消すのもパスをカットするのも非常に巧い。20代半ばになって決定力もついてきており、ダイナモ的存在としてチームを活性化できるチームに必要不可欠なオールマイティプレイヤーである。
朴は「守備的ウィンガー（defensive winger）」として働き、ピッチの中央と両ウィングを含む中盤のあらゆるところに展開する作業量とエネルギーはマンチェスターユナイテッドで非常に賞賛をされている。また、彼は「ビッグゲームプレイヤー」としても知られ、守備的な働きが特別に重視されるリーグ戦のビッグゲームやヨーロッパ各国間の試合で、よく起用される。
朴は中盤すべてのポジションとセカンドトップ、ウイングをこなせるユーティリティープレーヤーである。中盤を超えてあらゆるところでプレーすることができ、卓越したフィットネスレベル、規律、勤勉さ、オフ・ザ・ボールの動きが注目されている。

### 評価
ガーディアン紙やサッカー専門サイト「チームトーク」などイギリスメディアは、しばしば彼を「Unsung Hero」（縁の下の力持ち）と評している。
アレックス・ファーガソンは「ビッグマッチで本当によくゴールを決める」とその勝負強さを称賛し、また、「朴はビッグマッチを戦う上で必要な規律や賢さ、サッカーの知識を持ちあわせており、冷静さを欠くことがない」とそのプロ意識の高さを評価して特にビッグマッチにおいては信頼を寄せている。朴のQPR移籍が決定した際には彼がプロとして尊敬に値し、人格的にも優れていると述べるともに「ビッグゲームに強く、必ずチームの期待に応えてくれた」と、ここでもビッグゲームにおける強さに言及した。チームメイトのマイケル・キャリックは朴智星について「ビッグマッチの専門家」と表現している。またリオ・ファーディナンドは「彼はビッグゲームとなるとゴールを挙げるんだ。監督はここぞという試合で彼を何度も起用しているけど、いつもその期待に応えている」と称賛している。朴の退団に際して、「チ（朴の愛称）はすごい選手で、本物のプレーヤーだ。彼はチームメートや僕たちのファンから、とても評価されていたね。本当に献身的な選手で、これまでに全くトラブルはなかった。常にチームのためにプレーしていたよ。このクラブが成功を収めた時期の一員だね」とコメントしている。また、アーセン・ベンゲルは「パク・チソンはフレドリック・ユングベリのような選手だが、ゴールも決めることができる」と評した。

## エピソード

### 日本との関係
発音に多少の朝鮮語訛りがあるが、流暢な日本語を話す。日本のメディアの取材には全て日本語で対応する。京都パープルサンガ時代の同僚・松井大輔によれば、日本語でお互いによく電話をしていた。2002年W杯・ポルトガル戦後のミックスゾーンで日本人記者たちに祝福された際も、日本語で「あのゴールはまぐれですよ!」と笑顔で語った、とのエピソードがある。イギリス生活も長く英語も堪能。イングランドのメディアに対応する際には、通訳を介さず英語で対応する。しかし、2008年に日本メディアの取材に対し、「英語より日本語のほうが得意」と語っている。現在でも「自分の原点は京都にある」と語り、オフを利用して度々京都に訪れている。
朴と親交が深い松井は、常々インタビューで朴について言及している。松井曰く、同じ歳の2人は自然とうまが合い、いつも2人でキック練習をしていたという。また、既に結婚していた松井の家に朴はよく遊びにいき、松井の妻がキムチなどの食事を出していたという。松井は朴を「2002年W杯の前後で人柄など全てが変わった」と評しており、そのため自分自身も出場してみたかったと語っている。また、朴は1度も食事を奢ってくれなかったとも述べている。その後、松井は2010 FIFAワールドカップのメンバーに選ばれ、朴と共に出場を果たした。松井は朴と日韓戦で対戦する事を望んでいたが、二人同時にピッチに立つ機会はないまま、2011年に朴が韓国代表からの引退を発表した。それ以外では京都時代の先輩に当たる三浦知良を慕い、また彼からもよく可愛がられていた。2008年にも、「親愛なるカズさんへ」との手紙にて感謝の気持ちを示している。
朴は2007年に『信じるチカラ パク・チソン自伝』を在日コリアンライターの慎武宏の構成・監訳で出版したが、その中で朴の性格は「謙虚、寡黙、自己主張しない。海外サッカーにおいては埋没しかねない典型的なタイプ」と評されている。普段は穏やかな青年であるが、ピッチの上では非常に自己主張の強い選手だと知られている。
2011年3月11日に発生した東日本大震災の後には、朴は被災者に対して哀悼のメッセージを寄せ、3月15日付で義捐金を支出した事を明らかにした。

### 慈善活動
朴は他の多くのスポーツ選手と同様に慈善活動（チャリティー）にも積極的に参加している。2011年2月には自らが理事長となる「JSファウンデーション朴智星財団」を設立し、「韓国サッカーの世界化」と「サッカーを通じた幸せの共有」のためにサッカー少年への奨学金支援やチャリティー募金の実施を掲げた。以後、2011年6月15日にはベトナムで「第1回斗山アジアン・ドリーム・カップ」を行い、同国でのサッカー普及のための寄付金をベトナムサッカー連盟へ贈った。続く第2回の「アジアン・ドリーム・カップ」は2012年5月23日にタイ・バンコクで開催して、前年の洪水で被災したタイの子ども達に寄付金が贈られた。第3回大会は「三星火災アジアン・ドリーム・カップ」として2013年6月23日に中華人民共和国・上海市の上海虹口足球場で開催された。
これらの活動には韓国代表選手や日本代表選手なども協力し、第1回では松井大輔や三浦知良に加えて中田英寿や川島永嗣、第2回では2大会連続となる三浦 や宮本恒靖・田中誠らが参加した。第2回にはマンチェスター・ユナイテッドのチームメイトのリオ・ファーディナンドや北朝鮮代表の鄭大世も出場した。第3回大会には北朝鮮代表の安英学が参加し、安は自らのツイッターで試合への参加を報告した。

### その他
TVゲームが好きで、休日はいつも家にこもってゲームをしている。海外版ウィニングイレブン(Pro evolution soccer2012と思われる)で自分をプレイしている。
憧れの選手について聞かれると、いつも決まって「いない」と答える。
プレースタイルも全く違うが、地域のスターという意味で、英紙から「アジアのベッカムと呼ばれているようだが」と唐突な質問を受けた。その時に、「僕はベッカムの様にハンサムではないけれど、彼のポテンシャルに近づくことはできる」と答えている。

アレックスファーガソン監督は引退後、ギャリーネビルのインタビューに置いて、もっと評価されるべき選手との質問に、ジーサンパークと答えている。
またロニーヨンセンとブライアンマクレアーも同じくどう評価されていた。

## 個人成績

### クラブ
| Club                         | Season       | League | League | Cup  | Cup   | League Cup | League Cup | Continental | Continental | Other | Other | Total | Total |
| Club                         | Season       | Apps   | Goals  | Apps | Goals | Apps       | Goals      | Apps        | Goals       | Apps  | Goals | Apps  | Goals |
| ---------------------------- | ------------ | ------ | ------ | ---- | ----- | ---------- | ---------- | ----------- | ----------- | ----- | ----- | ----- | ----- |
| 京都パープルサンガ           | 2000         | 13     | 1      | 1    | 0     | 2          | 0          | –           | –           | –     | –     | 16    | 1     |
| 京都パープルサンガ           | 2001         | 38     | 3      | 1    | 0     | 1          | 0          | –           | –           | –     | –     | 40    | 3     |
| 京都パープルサンガ           | 2002         | 25     | 7      | 4    | 1     | 0          | 0          | –           | –           | –     | –     | 29    | 8     |
| 京都パープルサンガ           | Total        | 76     | 11     | 6    | 1     | 3          | 0          | –           | –           | –     | –     | 85    | 12    |
| PSVアイントホーフェン        | 2002–03      | 8      | 0      | 0    | 0     | –          | –          | 0           | 0           | 0     | 0     | 8     | 0     |
| PSVアイントホーフェン        | 2003–04      | 28     | 6      | 1    | 0     | –          | –          | 10          | 0           | 1     | 0     | 40    | 6     |
| PSVアイントホーフェン        | 2004–05      | 28     | 7      | 3    | 2     | –          | –          | 13          | 2           | 0     | 0     | 44    | 11    |
| PSVアイントホーフェン        | Total        | 64     | 13     | 4    | 2     | –          | –          | 23          | 2           | 1     | 0     | 92    | 17    |
| マンチェスター・ユナイテッド | 2005–06      | 34     | 1      | 2    | 0     | 3          | 1          | 6           | 0           | –     | –     | 45    | 2     |
| マンチェスター・ユナイテッド | 2006–07      | 14     | 5      | 5    | 0     | 0          | 0          | 1           | 0           | –     | –     | 20    | 5     |
| マンチェスター・ユナイテッド | 2007–08      | 12     | 1      | 2    | 0     | 0          | 0          | 4           | 0           | 0     | 0     | 18    | 1     |
| マンチェスター・ユナイテッド | 2008–09      | 25     | 2      | 3    | 1     | 1          | 0          | 9           | 1           | 2     | 0     | 40    | 4     |
| マンチェスター・ユナイテッド | 2009–10      | 17     | 3      | 0    | 0     | 2          | 0          | 6           | 1           | 1     | 0     | 26    | 4     |
| マンチェスター・ユナイテッド | 2010–11      | 15     | 5      | 1    | 0     | 2          | 2          | 9           | 1           | 1     | 0     | 28    | 8     |
| マンチェスター・ユナイテッド | 2011–12      | 17     | 2      | 1    | 1     | 3          | 0          | 7           | 0           | 0     | 0     | 28    | 3     |
| マンチェスター・ユナイテッド | Total        | 134    | 19     | 14   | 2     | 11         | 3          | 42          | 3           | 4     | 0     | 205   | 27    |
| QPR                          | 2012–13      | 15     | 0      | 3    | 0     | 2          | 0          | –           | –           | –     | –     | 20    | 0     |
| QPR                          | Total        | 15     | 0      | 3    | 0     | 2          | 0          | –           | –           | –     | –     | 20    | 0     |
| PSVアイントホーフェン        | 2013–14      | 23     | 2      | 0    | 0     | –          | –          | 3           | 0           | –     | –     | 26    | 2     |
| PSVアイントホーフェン        | Total        | 23     | 2      | 0    | 0     | –          | –          | 3           | 0           | –     | –     | 26    | 2     |
| Career total                 | Career total | 312    | 45     | 27   | 5     | 16         | 3          | 68          | 5           | 5     | 0     | 428   | 58    |

## 代表歴

### 出場大会
- 韓国代表
  - 2002 FIFAワールドカップ
  - 2006 FIFAワールドカップ
  - 2010 FIFAワールドカップ

### 試合数
- 国際Aマッチ 100試合 13得点（2000年-2011年）[64]

| 韓国代表 | 国際Aマッチ | 国際Aマッチ |
| 年       | 出場        | 得点        |
| -------- | ----------- | ----------- |
| 2000     | 15          | 1           |
| 2001     | 10          | 0           |
| 2002     | 15          | 3           |
| 2003     | 1           | 0           |
| 2004     | 8           | 0           |
| 2005     | 8           | 1           |
| 2006     | 8           | 1           |
| 2007     | 2           | 0           |
| 2008     | 7           | 3           |
| 2009     | 10          | 2           |
| 2010     | 11          | 2           |
| 2011     | 5           | 0           |
| 通算     | 100         | 13          |

### 得点
| #   | 開催年月日     | 開催地             | 対戦国           | スコア | 結果 | 試合概要                               |
| --- | -------------- | ------------------ | ---------------- | ------ | ---- | -------------------------------------- |
| 1.  | 2000年6月7日   | テヘラン           | 北マケドニア     | 2-0    | 2-1  | 親善試合                               |
| 2.  | 2002年5月21日  | 西帰浦             | イングランド     | 1-1    | 1-1  | 親善試合                               |
| 3.  | 2002年5月26日  | 水原               | フランス         | 1-1    | 2-3  | 親善試合                               |
| 4.  | 2002年6月14日  | 仁川               | ポルトガル       | 0-1    | 0-1  | 2002 FIFAワールドカップ                |
| 5.  | 2005年6月8日   | クウェート市       | クウェート       | 0-4    | 0-4  | 2006 FIFAワールドカップ・アジア3次予選 |
| 6.  | 2006年6月18日  | ライプツィヒ       | フランス         | 1-1    | 1-1  | 2006 FIFAワールドカップ                |
| 7.  | 2008年2月6日   | ソウル             | トルクメニスタン | 3-0    | 4-0  | 2010 FIFAワールドカップ・アジア3次予選 |
| 8.  | 2008年5月31日  | ソウル             | ヨルダン         | 1-0    | 2-2  | 2010 FIFAワールドカップ・アジア3次予選 |
| 9.  | 2008年10月15日 | ソウル             | アラブ首長国連邦 | 2-0    | 4-1  | 2010 FIFAワールドカップ・アジア4次予選 |
| 10. | 2009年2月11日  | テヘラン           | イラン           | 1-1    | 1-1  | 2010 FIFAワールドカップ・アジア4次予選 |
| 11. | 2009年6月17日  | ソウル             | イラン           | 1-1    | 1-1  | 2010 FIFAワールドカップ・アジア4次予選 |
| 12. | 2010年5月24日  | さいたま市         | 日本             | 0-1    | 0-2  | 親善試合                               |
| 13. | 2010年6月12日  | ポート・エリザベス | ギリシャ         | 2-0    | 2-0  | 2010 FIFAワールドカップ                |

## タイトル

### クラブ
京都パープルサンガ
- Jリーグ ディビジョン2：1回（2001年）
- 天皇杯：1回（2002年）

PSVアイントホーフェン
- エールディヴィジ：2回（2002-03, 2004-05）
- アムステル杯：1回（2005年）
- ヨハン・クライフ・シャール：1回（2003）

マンチェスター・ユナイテッド
- プレミアリーグ：4回（2006-07, 2007-08, 2008-09, 2010-11）
- フットボールリーグカップ：3回（2005-06, 2008-09, 2009-10）
- FAコミュニティ・シールド：4回（2007, 2008, 2010, 2011）
- UEFAチャンピオンズリーグ：1回（2007-08）
- FIFAクラブワールドカップ：1回（2008）

### 受賞
- 2002年 Jリーグ優秀選手賞[65]
- 2005年 フットボールアジア 2004-2005欧州で最も活躍するアジア人選手[66]
- 2005年 タイム誌アジア版スポーツ部門 2005アジアの英雄[67]
- 2009年 アラブ系スポーツ誌スーパーマガジン アジアサッカー選手賞[68]
- 2009年 イギリス・サッカー専門サイトチームトーク 今年のチームトーク賞「今年の名も無き英雄（Unsung Hero of the Year）」部門受賞
- 2009年 ガーディアン 陰のヒーロー（Unsung Hero）：活躍に比べて評価が低い「陰のヒーロー」をプレミアリーグ20チームから、1人ずつ選出[69]。